# UnitedHealth Group
O UnitedHealth Group é uma multinacional americana diversificada de cuidados de saúde e bem-estar, com sede em Minnetonka, Minnesota, EUA. É a 8ª maior empresa do mundo em receita na Global Fortune 500 de 2021. O UnitedHealth Group oferece uma gama de produtos e serviços por meio de duas empresas operacionais: UnitedHealthcare e Optum. Através de sua família de subsidiárias e divisões, o UnitedHealth Group atende a aproximadamente 70 milhões pessoas em todo os Estados Unidos. Em 2021, a empresa registrou lucro líquido de mais de US$ 17 bilhões.

## Filiais no estrangeiro

### Brasil

#### Compra da Amil
Em outubro de 2012 a UnitedHealth fechou a compra da Amil em acordo de R$10 bilhões.

#### Tentativa de venda
Em 2022, demonstrou interesse em vender a Amil, dentre as empresas que poderiam ter interesse nos ativos da marca seriam a Rede D'Or (que anunciou plano de fusão com a SulAmérica) e a Dasa (da família dos fundadores da Amil). A SulAmérica poderia disputar a carteira de beneficiários da Amil enquanto a Rede D’Or e Dasa tentariam captar os ativos. A Bradesco Seguros também estaria envolvida no processo de negociação. 
De acordo com fontes especializadas no setor, a UHG estaria encontrando dificuldades em vender a Amil e teria optado por suspender o processo em julho. Dentre os problemas, estariam restrições e imposições da ANS e do CADE, além da falta de uma proposta atrativa.
Ainda de acordo com as fontes, o valor do negócio no Brasil está estimado em cerca de US$ 1 bilhão, bem abaixo dos US$ 5 bilhão na época da compra.
Apesar de não comentar no assunto, um porta-voz da UnitedHealth afirmou que o grupo tem intenção de continuar servindo o mercado brasileiro de saúde. Atualmente, o grupo conta com 5,7 milhões de beneficiários, 7 400 laboratórios parceiros, 19 700 médicos conveniados, 32 hospitais, 82 clínicas e 1 200 hospitais credenciados.

#### Venda
Em dezembro de 2023, a UnitedHealth Group aprovou a venda da Amil por R$ 11 bilhões – sendo R$ 9 bilhões em dívidas assumidas – para o empresário José Seripieri Filho, fundador da Qualicorp e da QSaúde. A Amil é a terceira maior operadora de saúde do Brasil e tem 3,2 milhões de beneficiários e 31 hospitais e atua em um modelo parcialmente verticalizado, concorrendo com outros pagadores como o Bradesco no mercado de PPO e com a Hapvida no mercado de HMO.

### Portugal
A UnitedHealth Group, através da Amil foi proprietária da Lusíadas Saúde (ex-HPP Saúde, sigla para Hospitais Privados de Portugal), adquirida em novembro de 2012 e em 2022 o controle foi transferido para o grupo francês Vivalto Santé.